# Neředín
Neředín – dzielnica, część miasta Ołomuniec, położona w kraju ołomunieckim, w powiecie Ołomuniec, w Czechach.
W dzielnicy znajduje się centralny cmentarz miejski, założony w 1901 roku.